# رابرت هامفریز
رابرت هامفریز (به انگلیسی: Robert Humphreys) سناتور سابق عضو حزب دموکرات ایالات متحده آمریکا بود. وی در سال 1956 میلادی سناتور ایالت کنتاکی در سنای ایالات متحده آمریکا بود.